# Paul Klatt
Paul Klatt (6 de diciembre de 1896 - 6 de junio de 1973) fue un general alemán que comandó la 3.ª División de Montaña durante la II Guerra Mundial. Fue condecorado con la Cruz de Caballero de la Cruz de Hierro con hojas de Roble de la Alemania Nazi.
Klatt se rindió al Ejército Rojo en el curso de la Ofensiva de Praga soviética de 1945. Condenado como criminal en la Unión Soviética, fue retenido hasta 1955, cuando fue repatriado a Alemania.

## Condecoraciones
- Cruz de Hierro (1914) 2ª Clase (4 de febrero de 1916) & 1ª Clase  (12 de marzo de 1920)[1]
- Broche de la Cruz de Hierro (1939) 2ª Clase (30 de marzo de 1940)[1] & 1ª Clase (8 de diciembre de 1940)[1]
- Cruz Alemana en Oro el 14 de abril de 1942 como Oberst en el Gebirgsjäger-Regiment 138[2]
- Cruz de Caballero de la Cruz de Hierro con Hojas de Roble
  - Cruz de Caballero el 4 de enero de 1943 como Oberst y comandante del and commander of Gebirgsjäger-Regiment 138[3]
  - 686ª Hojas de Roble el 26 de diciembre de 1944 como Generalleutnant y comandante de la 3.Gebirgs-Division[4]